# Campeonato Mundial de Ciclismo en Pista de 1997
El XCIV Campeonato Mundial de Ciclismo en Pista se celebró en Perth (Australia) entre el 27 y el 30 de agosto de 1997 bajo la organización de la Unión Ciclista Internacional (UCI) y la Organización Australiana de Ciclismo.
Las competiciones se realizaron en el velódromo Speed Dome de la ciudad australiana. En total se disputaron 12 pruebas, 8 masculinas y 4 femeninas.

## Medallistas

### Masculino
| Evento                  | Oro | Plata                                                                                     | Bronce                                                                  |
| ----------------------- | --- | ----------------------------------------------------------------------------------------- | ----------------------------------------------------------------------- |
| Velocidad individual    | Florian Rousseau Francia                                                                                   | Jens Fiedler · Alemania                                                                   | Darryn Hill Australia                                                   |
| Velocidad por equipos   | Francia Vincent Le Quellec Florian Rousseau Arnaud Tournant 44,926                                         | Alemania · Sören Lausberg · Jan van Eijden · Eyk Pokorny · 46,257                         | Australia Danny Day Shane Kelly Sean Eadie 46,268                       |
| Persecución individual  | Philippe Ermenault Francia 4:23,058                                                                        | Alexei Markov · Rusia · 4:27,350                                                          | Andrea Collinelli · Italia · 4:27,511                                   |
| Persecución por equipos | Italia · Andrea Collinelli · Adler Capelli · Cristiano Citton · Mario Benetton · Mauro Trentini · 4:10,225 | Ucrania · Olexandr Fedenko · Olexandr Symonenko · Serhi Matveyev · Olexandr Klymenko · NF | Francia Philippe Ermenault Jérôme Neuville Carlos Da Cruz Franck Perque |
| 1 km contrarreloj       | Shane Kelly Australia 1:03,156                                                                             | Sören Lausberg · Alemania · 1:03,397                                                      | Stefan Nimke · Alemania · 1:03,470                                      |
| Carrera por puntos      | Silvio Martinello · Italia · 37 pts.                                                                       | Bruno Risi · Suiza · 16 pts.                                                              | Joan Llaneras Roselló · España · 15 pts.                                |
| Keirin                  | Frédéric Magné Francia                                                                                     | Jean-Pierre van Zyl Sudáfrica                                                             | Marty Nothstein Estados Unidos                                          |
| Madison                 | Miquel Alzamora Riera · Joan Llaneras Roselló · España · 21 pts.                                           | Silvio Martinello · Marco Villa · Italia · 30 (-1) pts.                                   | Gabriel Curuchet Juan Esteban Curuchet Argentina 28 (-1) pts.           |

### Femenino
| Evento                 | Oro                                | Plata                                    | Bronce                                   |
| ---------------------- | ---------------------------------- | ---------------------------------------- | ---------------------------------------- |
| Velocidad individual   | Félicia Ballanger Francia          | Michelle Ferris Australia                | Oxana Grishina · Rusia                   |
| Persecución individual | Judith Arndt · Alemania · 3:38,730 | Natalia Karimova · Rusia · 3:40,090      | Yvonne McGregor Reino Unido              |
| 500 m contrarreloj     | Félicia Ballanger Francia 34,681   | Michelle Ferris Australia 35,719         | Magali Faure-Humbert Francia 35,898      |
| Carrera por puntos     | Natalia Karimova · Rusia · 29 pts. | Teodora Ruano Sanchón · España · 19 pts. | Belem Guerrero Méndez · México · 11 pts. |

## Medallero
| Núm. | País           | Oro | Plata | Bronce | Total |
| ---- | -------------- | --- | ----- | ------ | ----- |
| 1    | Francia        | 6   | 0     | 2      | 8     |
| 2    | Italia         | 2   | 1     | 1      | 4     |
| 3    | Alemania       | 1   | 3     | 1      | 5     |
| 4    | Australia      | 1   | 2     | 2      | 5     |
| 5    | Rusia          | 1   | 2     | 1      | 4     |
| 6    | España         | 1   | 1     | 1      | 3     |
| 7    | Sudáfrica      | 0   | 1     | 0      | 1     |
| 7    | Suiza          | 0   | 1     | 0      | 1     |
| 7    | Ucrania        | 0   | 1     | 0      | 1     |
| 10   | Argentina      | 0   | 0     | 1      | 1     |
| 10   | Estados Unidos | 0   | 0     | 1      | 1     |
| 10   | México         | 0   | 0     | 1      | 1     |
| 10   | Reino Unido    | 0   | 0     | 1      | 1     |
|      | TOTAL          | 12  | 12    | 12     | 36    |